# Piłka ręczna na Igrzyskach Ameryki Środkowej i Karaibów 2018
Turnieje piłki ręcznej na XXIII Igrzyskach Ameryki Środkowej i Karaibów odbyły się w dniach 20 lipca – 1 sierpnia 2018 roku w kolumbijskim mieście Barranquilla. Zawody służyły również jako kwalifikacja do turnieju piłki ręcznej na Igrzyskach Panamerykańskich 2019.
W turnieju męskim triumfowała reprezentacja Kuby, pozostałe miejsca na podium zajęli Portorykańczycy i Meksykanie, zaś w zawodach żeńskich najlepsze okazały się Dominikanki, podium uzupełniły natomiast Portorykanki i Kubanki.

## Podsumowanie

### Klasyfikacja medalowa
| Klasyfikacja medalowa | Klasyfikacja medalowa | Klasyfikacja medalowa | Klasyfikacja medalowa | Klasyfikacja medalowa | Klasyfikacja medalowa |
| Miejsce               | Reprezentacja         | Złoto                 | Srebro                | Brąz                  | Razem                 |
| --------------------- | --------------------- | --------------------- | --------------------- | --------------------- | --------------------- |
| 1                     | Kuba                  | 1                     | 0                     | 1                     | 2                     |
| 2                     | Dominikana            | 1                     | 0                     | 0                     | 1                     |
| 3                     | Portoryko             | 0                     | 2                     | 0                     | 2                     |
| 4                     | Meksyk                | 0                     | 0                     | 1                     | 1                     |
| Razem                 | Razem                 | 2                     | 2                     | 2                     | 6                     |

### Medaliści
| Konkurencja | 1. miejsce | 2. miejsce | 3. miejsce |
| ----------- | ---------- | ---------- | ---------- |
| Mężczyźni   | Kuba       | Portoryko  | Meksyk     |
| Kobiety     | Dominikana | Portoryko  | Kuba       |

## System rozgrywek
Był to szósty turniej w historii tej imprezy. Zawody odbyły się w Coliseo Colegio Sagrado Corazón w dniach 20 lipca – 1 sierpnia 2018 roku, przy czym pierwsze sześć dni zarezerwowane były na mecze kobiet, sześć kolejnych zaś na spotkania mężczyzn. Do zawodów mogły przystąpić jedynie reprezentacje zrzeszone przez ODECABE. Medaliści turnieju uzyskali bezpośredni awans na Igrzyska Panamerykańskie 2019, zespoły z czwartych i piątych miejsc otrzymały natomiast szansę występu w "turnieju ostatniej szansy".
Zarówno w zawodach męskich, jak i żeńskich, do zawodów przystąpiło osiem reprezentacji liczących maksymalnie piętnastu zawodników. W pierwszej fazie rywalizowały one systemem kołowym podzielone na dwie czterozespołowe grupy. Czołowe dwie drużyny z każdej z grup awansowały do półfinałów, pozostałe zaś rywalizowały o miejsce piąte. W fazie grupowej toczone były bez ewentualnej dogrywki, za zwycięstwo, remis i porażkę przysługiwało odpowiednio dwa, jeden i zero punktów.
Przy ustalaniu rankingu po fazie grupowej w przypadku tej samej ilości punktów lokaty zespołów były ustalane kolejno na podstawie:
- wyników meczów pomiędzy zainteresowanymi drużynami;
- lepszego bilansu bramek w meczach pomiędzy zainteresowanymi drużynami;
- lepszego bilansu bramek zdobytych i straconych;
- większej liczby zdobytych bramek;
- losowania.

W przypadku remisu w meczach o miejsca 1–4 przeprowadzana była dogrywka 2×5 min, a w przypadku braku w niej rozstrzygnięcia organizowany był konkurs rzutów karnych. W meczach o miejsca 5–8 ewentualny remis był rozstrzygany od razu rzutami karnymi.

## Kwalifikacje
Jedno miejsce przyznano reprezentacjom gospodarzy, trzy przypadły medalistom Igrzysk Ameryki Środkowej, zaś o cztery walczyły zespoły podczas Pucharu Karaibów.
| Kwalifikacja                    | Data                    | Miejsce             | Miejsca | Mężczyźni                                | Kobiety                                  |
| ------------------------------- | ----------------------- | ------------------- | ------- | ---------------------------------------- | ---------------------------------------- |
| Gospodarz                       | –                       | –                   | 1       | - Kolumbia                               | - Kolumbia                               |
| Igrzyska Ameryki Środkowej 2017 | 4–8 grudnia 2017        | Managua             | 3       | - Gwatemala - Kostaryka - Honduras       | - Gwatemala - Kostaryka - Nikaragua      |
| Puchar Karaibów 2017            | 24–29 października 2017 | Cartagena de Indias | 4       | - Portoryko - Kuba - Dominikana - Meksyk | - Meksyk - Portoryko - Dominikana - Kuba |

### Igrzyska Ameryki Środkowej 2017
Awans uzyskały czołowe trzy drużyny z obu turniejów rozegranych podczas Igrzysk Ameryki Środkowej 2017.

### Puchar Karaibów 2017
Zarówno turniej męski, jak i żeński odbył się w sześciozespołowej obsadzie. Jako że w zawodach wzięły udział także reprezentacje Kolumbii, o cztery miejsca rywalizowało pozostałych pięć drużyn, a kwalifikacji nie uzyskały obie reprezentacje Wenezueli.

## Turniej mężczyzn
|  |                 |            |           |                   |    |       |       |       |
|  | Półfinały       | Półfinały  | Półfinały |                   |    | Finał | Finał | Finał |
|  | Półfinały       | Półfinały  | Półfinały |                   |    | Finał | Finał | Finał |
|  | 31 lipca 2018   |            |           |                   |    |       |       |       |
|  |                 |            |           |                   |    |       |       |       |
|  | Kuba            | Kuba       | 40        |                   |    |       |       |       |
|  | Kuba            | Kuba       | 40        | 1 sierpnia 2018   |    |       |       |       |
|  | Meksyk          | Meksyk     | 23        |                   |    |       |       |       |
|  | Meksyk          | Meksyk     | 23        |                   |    | Kuba  | Kuba  | 29    |
|  | 31 lipca 2018   |            |           |                   |    | Kuba  | Kuba  | 29    |
|  |                 |            | Portoryko | Portoryko         | 18 |       |       |       |
|  | Portoryko       | Portoryko  | Portoryko | Portoryko         | 18 | 31    |       |       |
|  | Portoryko       | Portoryko  |           |                   |    |       |       |       |
|  | Dominikana      | Dominikana | 26        |                   |    |       |       |       |
|  | Dominikana      | Dominikana | 26        | Mecz o 3. miejsce |    |       |       |       |
|  |                 |            |           |                   |    |       |       |       |
|  | 1 sierpnia 2018 |            |           |                   |    |       |       |       |
|  |                 |            |           |                   |    |       |       |       |
|  | Meksyk          | Meksyk     | 33        |                   |    |       |       |       |
|  | Meksyk          | Meksyk     | 33        |                   |    |       |       |       |
|  | Dominikana      | Dominikana | 32        |                   |    |       |       |       |
|  | Dominikana      | Dominikana | 32        |                   |    |       |       |       |

## Turniej kobiet
|  |               |            |            |                   |    |           |           |       |
|  | Półfinały     | Półfinały  | Półfinały  |                   |    | Finał     | Finał     | Finał |
|  | Półfinały     | Półfinały  | Półfinały  |                   |    | Finał     | Finał     | Finał |
|  | 24 lipca 2018 |            |            |                   |    |           |           |       |
|  |               |            |            |                   |    |           |           |       |
|  | Portoryko     | Portoryko  | 28         |                   |    |           |           |       |
|  | Portoryko     | Portoryko  | 28         | 25 lipca 2018     |    |           |           |       |
|  | Kuba          | Kuba       | 25         |                   |    |           |           |       |
|  | Kuba          | Kuba       | 25         |                   |    | Portoryko | Portoryko | 25    |
|  | 24 lipca 2018 |            |            |                   |    | Portoryko | Portoryko | 25    |
|  |               |            | Dominikana | Dominikana        | 29 |           |           |       |
|  | Meksyk        | Meksyk     | Dominikana | Dominikana        | 29 | 29        |           |       |
|  | Meksyk        | Meksyk     |            |                   |    |           |           |       |
|  | Dominikana    | Dominikana | 33         |                   |    |           |           |       |
|  | Dominikana    | Dominikana | 33         | Mecz o 3. miejsce |    |           |           |       |
|  |               |            |            |                   |    |           |           |       |
|  | 25 lipca 2018 |            |            |                   |    |           |           |       |
|  |               |            |            |                   |    |           |           |       |
|  | Kuba          | Kuba       | 29         |                   |    |           |           |       |
|  | Kuba          | Kuba       | 29         |                   |    |           |           |       |
|  | Meksyk        | Meksyk     | 21         |                   |    |           |           |       |
|  | Meksyk        | Meksyk     | 21         |                   |    |           |           |       |